# Scoparia crypserythra
Scoparia crypserythra là một loài bướm đêm trong họ Crambidae.